# Tuberculatus albosiphonatus
Tuberculatus albosiphonatus är en insektsart. Tuberculatus albosiphonatus ingår i släktet Tuberculatus och familjen långrörsbladlöss. Inga underarter finns listade i Catalogue of Life.